# 善功
善功（英語：good works）是基督教神學的專有名詞，指的是一個人的外在行為舉止，與之相對的是恩典或信仰等內在特質。